# Lijst van heuppotigen
Onderstaand een lijst van heuppotigen (Pygopodidae). Er zijn 46 soorten in 7 geslachten. Twee geslachten zijn monotypisch en worden slechts door een enkele soort vertegenwoordigd. 
- Soort Aprasia aurita
- Soort Aprasia clairae
- Soort Aprasia haroldi
- Soort Aprasia inaurita
- Soort Aprasia litorea
- Soort Aprasia parapulchella
- Soort Aprasia picturata
- Soort Aprasia pseudopulchella
- Soort Aprasia pulchella
- Soort Aprasia repens
- Soort Aprasia rostrata
- Soort Aprasia smithi
- Soort Aprasia striolata
- Soort Aprasia wicherina
- Soort Delma australis
- Soort Delma borea
- Soort Delma butleri
- Soort Delma concinna
- Soort Delma desmosa
- Soort Delma elegans
- Soort Delma fraseri
- Soort Delma grayii
- Soort Delma hebesa
- Soort Delma impar
- Soort Delma inornata
- Soort Delma labialis
- Soort Delma mitella
- Soort Delma molleri
- Soort Delma nasuta
- Soort Delma pax
- Soort Delma petersoni
- Soort Delma plebeia
- Soort Delma tealei
- Soort Delma tincta
- Soort Delma torquata
- Soort Lialis burtonis
- Soort Lialis jicari
- Soort Ophidiocephalus taeniatus
- Soort Paradelma orientalis
- Soort Pletholax edelensis
- Soort Pletholax gracilis
- Soort Pygopus lepidopodus
- Soort Pygopus nigriceps
- Soort Pygopus robertsi
- Soort Pygopus schraderi
- Soort Pygopus steelescotti